# Michel Vialay
Michel Vialay, né le 6 janvier 1960 à Paris (Seine), est un homme politique français. Il est député de la 8e circonscription des Yvelines de juin 2017 à juin 2022. Il est maire de Mantes-la-Jolie de 2005 à 2017 et conseiller général pour le canton de Mantes-la-Jolie de 2009 à 2013.

## Carrière politique
Michel Vialay est adjoint au maire de Mantes-la-Jolie, chargé des sports, entre 1995 et 2005. Il devient maire de Mantes-la-Jolie en 2005, à la suite de la démission de Pierre Bédier, touché par la règle du cumul des mandats.
Il se présente à l'élection municipale de mars 2008 à la tête de la liste « Ensemble pour Mantes-la-Jolie ». Le 9 mars 2008, sa liste remporte l'élection au premier tour avec 51,78 % des suffrages.
À la suite de la condamnation de Pierre Bédier à une peine d'inéligibilité, Michel Vialay et sa suppléante Pascale Bédier se présentent à l'élection cantonale partielle du canton de Mantes-la-Jolie, organisée les 21 et 28 juin 2009.
Au 1er tour, Michel Vialay arrive en tête avec 53,07 % des voix, mais la faible participation (29,36 %) oblige à un second tour, où il affronte Guillaume Quévarec. Le 28 juin 2009, Michel Vialay est élu conseiller général des Yvelines en remportant 59,27 % des suffrages. Le 16 mai 2013, Michel Vialay démissionne de son siège à l'assemblée départementale ouvrant ainsi la voie à une possible candidature de Pierre Bédier, de nouveau éligible à la suite d'une condamnation, à l'élection cantonale partielle qui se déroulera le 30 juin et le 6 juillet 2013.
Il se présente aux élections législatives de 2017 sur la huitième circonscription des Yvelines. Après avoir été devancé, au 1er tour, par la candidate de LREM, il parvient à renverser la tendance. Il est élu député à l'issue du second tour et devient alors le seul député Les Républicains sur le département — les autres circonscriptions ayant toutes été remportées par des candidats issus de la majorité présidentielle LREM/MoDem. D'après le magazine Marianne, ce renversement de tendance est notamment dû à la mobilisation en sa faveur par Pierre Bédier, le président du conseil départemental, des responsables musulmans intégristes, desquels il se serait rapproché à des fins électorales.
Il parraine Laurent Wauquiez pour le congrès des Républicains de 2017, scrutin lors duquel est élu le président du parti.
Il se représente aux élections législatives de 2022, toujours dans la huitième circonscription des Yvelines. Il est éliminé dès le premier tour. Le siège est remporté, le 19 juin par Benjamin Lucas de la NUPÈS.

### Condamnation pour détournement de fonds publics
Accusé de détournement de fonds publics, Michel Vialay est jugé en mars 2025 à Versailles. Il lui est reproché de s’être « indûment » fait rembourser des frais et des cadeaux entre 2014 et 2017. Il conteste avoir commis une faute. Le 27 mai 2025, il est condamné à 20 000 euros d’amende pour des détournements de fonds publics entre janvier 2014 et décembre 2017.